# Dicranomyia (Dicranomyia) tricuspis
Dicranomyia (Dicranomyia) tricuspis is een tweevleugelige uit de familie steltmuggen (Limoniidae). De soort komt voor in het Australaziatisch gebied.